# Kjeragbolten
Il Kjeragbolten è un grosso masso cuneiforme incastrato in un crepaccio nelle montagne di Kjerag in Rogaland, Norvegia. Viene anche chiamato Kjerag Boulder o Bullone. Al di sotto del masso, mille metri più sotto, scorre il Lysefjorden.

## Geologia
Durante le ere glaciali, la Norvegia era completamente ricoperta dai ghiacciai. Rogaland si trova adagiata su una placca tettonica debole, in antichità questo ha permesso al fiume di scavare il fiordo attraverso le montagne di arenaria circostanti. L'acqua di fusione ha scavato e riempito la valle circa ventidue volte poiché i letti dei fiumi si erano trasformati in valli a forma di U durante le ere glaciali, e in valli a forma di V fra un'era glaciale e l'altra.
Dopo l'ultima, il riscaldamento globale ha causato un innalzamento dei livelli dei mari, allagando i fiordi e facendo affiorare questo macigno, intorno al 50.000 a.C.. A seguito dello scioglimento dei ghiacciai norvegesi, si è verificato un rimbalzo post glaciale sulle rocce sottostanti le quali, non essendo più sottoposte al peso del ghiaccio, hanno cominciato ad espandersi. Nel caso del Kjeragbolten, il rimbalzo è stato più veloce dell'innalzamento del livello del mare ed ha incastrato così il masso nella sua posizione attuale.

## Turismo
Il sito, molto famoso tra i viaggiatori di tutto il mondo – comparso anche in uno dei video di Matt Harding – è meta di molti base jumper. Tra di loro è morto l'italiano Valentino Venturi (30), di Sommacampagna (VR), il 5 agosto 2000.
Il Kjeragbolten si raggiunge in qualche ora partendo da Stavanger e puntando verso Lysebotn che è la punta (botn) del fiordo. Da lì parte una stretta strada che si arrampica attraverso i mille metri di dislivello grazie a ben 27 tornanti. Una volta in cima inizia una camminata di circa 10 km che porterà al celebre masso.
In alternativa una strada più corta prevede l'ascesa di tre picchi, sull'ultimo del quale si trova il masso, partendo da un'altezza intermedia.

## Nella cultura di massa
Il Kjeragbolten è ritratto nella copertina dell'album A View from the Top of the World del gruppo progressive metal statunitense Dream Theater.